# Аполо 13 (филм)
„Аполо 13“ е американски филм от 1995 година, драматизиращ събитията, случили се около аварията на борда на едноименния космически кораб през 1970 година.
Сценарият на филма е адаптация на книгата Lost Moon („Загубена Луна“) от Джим Ловел и Джефри Клугер. Режисьор е Рон Хауърд, участват актьорите Том Ханкс, Кевин Бейкън, Бил Пакстън, Гари Сънийс и Ед Харис.
Филмът е номиниран за 9 Награди на филмовата академия на САЩ („Оскар“-и) през 1996 г. – за най-добър филм, най-добър сценарий-адаптация, най-добър актьор в поддържаща роля, най-добра актриса в поддържаща роля, най-добър монтаж, най-добър звук, най-добри специални визуални ефекти, най-добра филмова музика и най-добра сценография и декор, и печели два от тях – за най-добър монтаж и за най-добър звук.

## Български дублаж
В България филмът е излъчен с български войсоувър дублаж на 27 февруари 2023 по Fox. Филмът е обработен в студио Про Филмс.
| Режисьор на дублажа | Анна Тодорова                                                            |
| Тонрежисьор         | Марио Иванов                                                             |
| Озвучаващи артисти  | Ани Василева Виктор Танев Александър Воронов Виктор Иванов Симеон Владов |
| Преводач            | Силвия Вълкова                                                           |